# 二重奏 (高上優里子の漫画)
『二重奏』（デュエット）は、高上優里子による日本の漫画作品。著者のデビュー作を含む初短編集。『なかよし』（講談社）の増刊号の『なかよし なつやすみランド』や『なかよしラブリー』に2001年から2004年にかけて全て読み切りとして掲載された。

## 収録内容
いずれも読み切りで、収録順に列記している。
- 二重奏（なかよしラブリー2003年冬の号）（実在人物の日記を基にしたフィクション）
- ヒカリになりたい（なかよしラブリー2004年秋の号）（実話を基にしたフィクション）
- 新月､満月､ひとつ星｡（なかよし2002年8月号増刊 なつやすみランド）
- ずっと続いてゆくのです｡（デビュー作、なかよし2001年8月号増刊 なつやすみランド）
- 続・ずっと続いてゆくのです｡（描き下ろし）

## 書誌情報
高上優里子 『二重奏』 講談社〈講談社コミックスなかよし〉、全1巻
- 2005年3月4日発行、ISBN 4-06-364073-6